# أدب بولندي

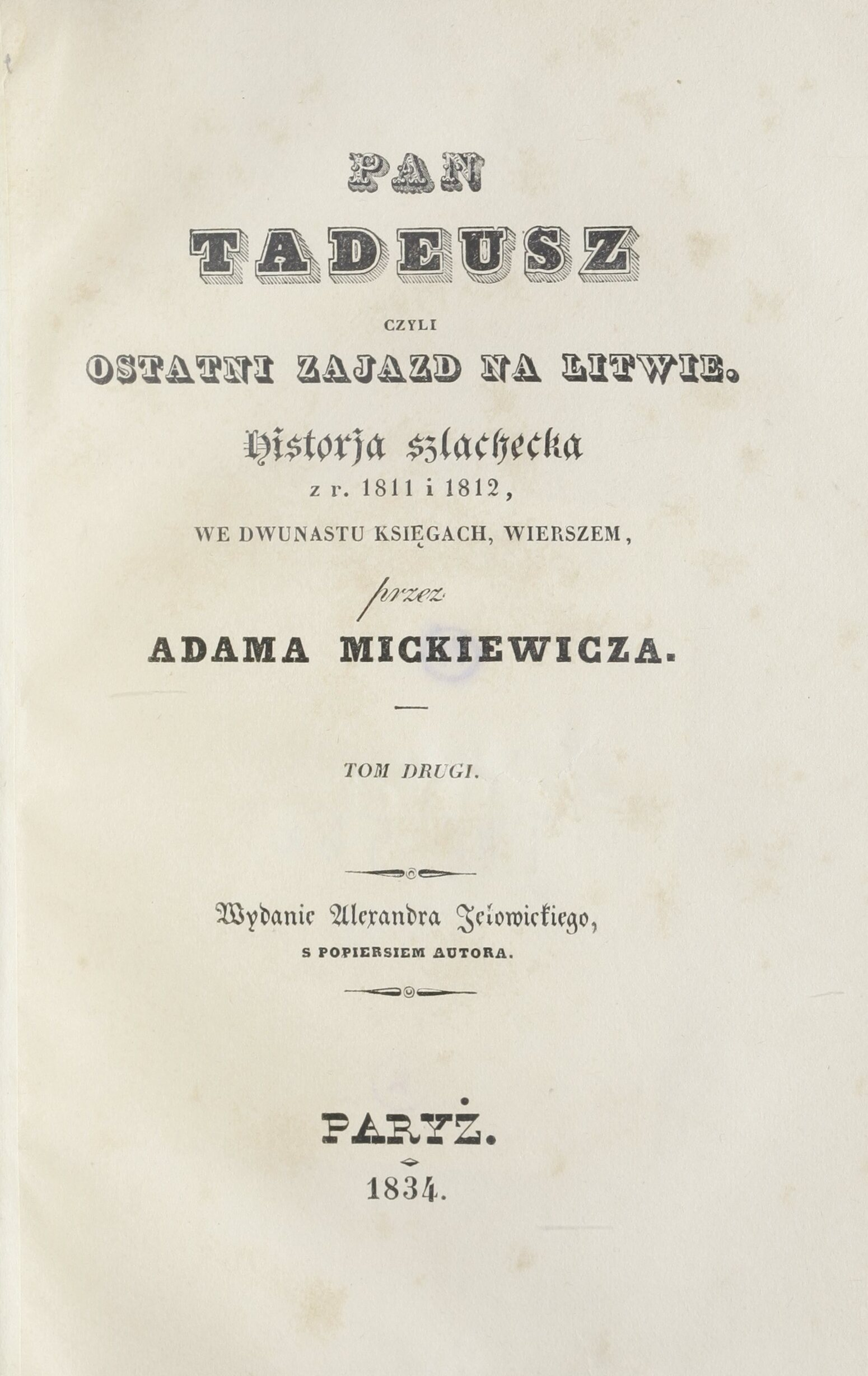

الأدب البولندي هو التقليد الأدبي في بولندا. كُتب معظم الأدب البولندي باللغة البولندية، على الرغم من أن اللغات الأخرى المُستخدمة في بولندا على مدى قرون من الزمن ساهمت أيضًا في تشكيل التقاليد الأدبية البولندية، بما في ذلك اللغة اللاتينية، واليديشية، والليتوانية، والأوكرانية، والبيلاروسية، والألمانية وبالإضافة إلى لغة الإسبرانتو. وفقًا لتشيسواف ميووش، ركز الأدب البولندي لعدة قرون على الدراما والتعبير الذاتي الشعري أكثر من التركيز على الخيال (المهيمن على عالم اللغة الإنجليزية). كانت الأسباب متعددة، لكن استند معظمها على الظروف التاريخية للأمة. كان لدى الكتّاب البولنديين عادة مجموعة أكثر عمقًا من الخيارات لتحفيزهم على الكتابة، بما في ذلك الكوارث التاريخية للعنف الاستثنائي الذي اجتاح بولندا (كونها مفترق طرق أوروبا)؛ ولكن التناقضات الجماعية في بولندا نفسها تطلبت أيضًا رد فعل ملائم من قبل مجتمعات الكتاب في أي فترة مُفترضة.
بدأت فترة التنوير البولندي في ثلاثينيات وأربعينيات القرن الثامن عشر وبلغت ذروتها في النصف الثاني من القرن الثامن عشر. من بين مؤلفي التنوير البولندي البارزين إغناسي كراشيتسكي (1735 – 1801) ويان بوتوتسكي (1761 – 1815). كانت الرومانسية البولندية، على عكس الرومانسية في أماكن أخرى في أوروبا، في غالبيتها حركة تهدف إلى تحقيق الاستقلال ضد الاحتلال الأجنبي. تأثر الرومانسيون البولنديون بشدة بالرومانسيين الأوروبيين الآخرين. ومن الكتّاب البارزين آدم ميتسكيفيتش، وسيفيرين غوشتشيسكي، وتوماش زان، وماوريتسي موخناتسكي. في الفترة الثانية، عمل العديد من الرومانسيين البولنديين في الخارج.  ومن الشعراء المؤثرين آدم ميتسكيفيتش، ويوليوش شووفاتسكي، وزيغمونت كراشينسكي.
في أعقاب انتفاضة يناير الفاشلة، بدأت الفترة الجديدة من الوضعية البولندية في الدعوة إلى التشكيك وتحكيم العقل. بدأت فترة الحداثة المعروفة باسم حركة الشباب البولندي في الفنون البصرية والأدب والموسيقى بنحو عام 1890، وانتهت بعودة بولندا إلى الاستقلال (1918). ومن بين الكتّاب البارزين كازيميرز برزيروا تيتماير، وستانيسواف برزيبيشيفسكي، ويان كاسبروفيتش. تجسد العصر الرومانسي الجديد في أعمال ستيفان جيرومسكي، وفواديسواف ريمونت، وغابرييلا زابولسكا، وستانيسوتف فيسبياسكي. في عام 1905 حصل هنريك شينكيفيتش على جائزة نوبل في الأدب عن عمله  كوو فاديس الذي ألهم شعورًا جديدًا بالأمل. يشمل أدب الجمهورية البولندية الثانية (1918-1939) فترة قصيرة، وإن كانت ديناميكية بشكل استثنائي، في الوعي الأدبي البولندي. تغير الواقع الاجتماعي–السياسي بشكل جذري مع عودة بولندا إلى الاستقلال. ومن أبرز الكتّاب الجدد الطليعيين يوليان توفيم، وستانيسواف إغناسي فيتكيفيتش، وفيتولد غومبروفيتش، تشيسواف ميووش، وماريا دوبروفسكا، وزوفيا ناوكوفسكا.
في سنوات الاحتلال الألماني والسوفييتي لبولندا، تعرضت الحياة الفنية للخطر بشكل كبير، وفُقدت المؤسسات الثقافية. من بين 1500 منشور سري في بولندا، خُصص حوالي 200 منشور للأدب. وطُبع الكثير من الأدب البولندي الذي كُتب أثناء احتلال بولندا فقط بعد انتهاء الحرب العالمية الثانية، بما في ذلك كتب كُتبت من قِبل ناوكوفسكا، رودنيتسكي، وبوروفسكي وآخرين. بدأ الوضع يزداد سوءًا بشكل كبير في الفترة بين عامي 1949 و1950 مع طرح المبدأ الستاليني من قبل الوزير سوكورسكي. كان لبولندا ثلاثة مؤلفين حائزين على جائزة نوبل في أواخر القرن العشرين ومن بينهم آيساك باشفيس سنغر (1978)، وتشيسواف ميووش (1980)، وفيسوافا شيمبورسكا (1996).

## العصور الوسطى

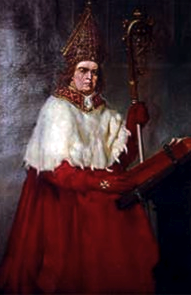
زبيغنييف أوليشنيتسكي

تقريبًا لم يتبق أي شيء من الأدب البولندي السابق لتنصير بولندا عام 966. من المؤكد أن سكان بولندا الوثنيين امتلكوا أدب شفهي امتد إلى الأغاني والأساطير والمعتقدات السلافية، لكن الكتّاب المسيحيين الأوائل لم يروا أنه يستحق الذكر في اللاتينية الإلزامية، ولهذا تلاشى.
في إطار التقاليد الأدبية البولندية، من المعتاد إدراج الأعمال التي تناولت بولندا، حتى وإن لم تكن مكتوبة من قِبل بولنديين إثنيين. هذا هو الحال مع غالوس أنونيموس، أول مؤرخ يصف بولندا في عمله بعنوان أفعال الأمراء البولنديين، المكتوب باللاتينية الفصيحة. كان جالوس راهبًا أجنبيًا رافق الملك بوليسواف الثالث فريمث في عودته من المجر إلى بولندا. استمر التقليد الهام في التدوين التاريخي البولندي من قِبل فينسينتي كادووبك، والذي كان أسقفًا لكراكوف في القرن الثالث عشر، وكذلك يان دووغوش، وهو كاهن بولندي وسكرتير الأسقف زبيغنييف أوليشنيتسكي.
تنص الجملة المسجلة الأولى المكتوبة في اللغة البولندية على ما يلي: «دعني اطحن، وخذ أنت قسطًا من الراحة». إن العمل الذي ظهرت به هذه الجملة يعكس الثقافة المبكرة في بولندا. كُتبت هذه الجملة في السجل التاريخي ليبر فونداتيونس المكتوب باللاتينية، وتعود لفترة ما بين 1269 و1273. سُجلت من قِبل رئيس دير يُعرف فقط باسم بيوتر (بيتر)، في إشارة إلى حدث يعود إلى قبل نحو مئة عام. من المفترض أن من نطق بهذه الجملة هو مستوطن بوهيمي يدعى بوغوال («بوغوالوس بويموس»)، وهو من رعايا بوليسواف الطويل، معربًا عن تعاطفه مع زوجته التي «كانت في كثير من الأحيان تقف تطحن بحجر الرحى». وتتضمن الأعمال البولندية الأكثر بروزًا في العصور الوسطى المبكرة، والمكتوبة باللغة اللاتينية واللغة البولندية القديمة، أقدم مخطوطة باقية للنثر الرفيع في اللغة البولندية بعنوان مواعظ الصليب المقدس، فضلًا عن كتاب الملكة زوفيا المقدس المكتوب باللغة البولندية والسجل التاريخي ليانكو من تشارنكوف من القرن الرابع عشر، ناهيك عن بووافي بسالتر. 
تأثرت معظم النصوص القديمة المكتوبة باللغة المحلية البولندية بشدة بالأدب المقدس اللاتيني. وهي تشمل بوغورودزيتسا (والدة الإله)، وهي ترنيمة لمدح السيدة العذراء مكتوبة في القرن الخامس عشر، على الرغم من أنها كانت معروفة قبل قرن على الأقل. كانت بوغورودزيتسا بمثابة النشيد الوطني. كانت واحدة من النصوص الأولى التي أُعيد نسخها باللغة البولندية في المطبعة، إلى جانب محادثة السيد بوليكارب مع الموت.
في أوائل سبعينيات القرن الرابع عشر، أنشأ كاسبير شتراوبه واحدة من أوائل دور الطباعة في بولندا، في كراكوف. في عام 1475، أنشأ كاسبر إيليان من غووغوف متجرًا للطباعة في فروتسواف، سيليزيا. بعد عشرين عامًا، تأسست أول دار طباعة كريلية في كراكوف من قبل شفايبولت فيول لزعماء الكنيسة الأرثوذكسية الشرقية. من أبرز النصوص التي اُنتجت في تلك الفترة كتاب صلوات القديس فلوريان، الذي طبع جزئياً باللغة البولندية في أواخر القرن الرابع عشر؛ ستاتوا سينوداليا فراتيسلافينسيا، (1475): وهو مجموعة مطبوعة من الصلوات البولندية واللاتينية؛ بالإضافة إلى السجل التاريخي ليان دووغوش من القرن 15 وعمله كتالوغوس أركيبيسكوبوروم غنيسنينسيوم.